# Vedran Jugović
Vedran Jugović (Osijek, 31 luglio 1989) è un calciatore croato, centrocampista dell'Osijek.

## Caratteristiche tecniche
Centrocampista centrale utilizzato prevalentemente come mezz'ala, Vedran è abile sia in fase di interdizione che di impostazione ed è in possesso di un buon tiro dalla distanza.

## Carriera

### Osijek
Cresciuto nelle giovanili dell'Osijek, il 3 agosto 2008 esordisce in Prima squadra e in Prva HNL nella partita Osijek-Cibalia 2-0, giocando la gara dal primo minuto e venendo sostituito al 64' da Goran Todorcev. La sua prima stagione si conclude con 24 presenze in Campionato, di cui 19 dal primo minuto.
Nella stagione 2009-2010 lo si vede schierato in campo in altre 27 partite dove riesce a mettere a segno ben 6 gol: il primo il 25 luglio 2009 nella partita Osijek-Hajduk Spalato 1-1.
Nel 2010-2011 gioca altre 25 partite di 1.NHL mettendo a segno un altro gol, questa volta al NK Zadar.
La stagione seguente a causa di problemi fisici, che lo tengono lontano dal campo da luglio a dicembre, gioca solamente 14 partite di 1.NHL ma raggiunge la finale, poi persa contro la Dinamo Zagabria, di Hrvatski nogometni kup 2011-2012.
Il 5 luglio 2012 esordisce in Europa League giocando, dal primo minuto, la partita Santa Coloma-Osijek 0-1; Nella gara di ritorno, 12 luglio, realizza il suo primo gol europeo. Nella stessa stagione gioca altre 11 partite di Campionato e 2 di Hrvatski nogometni kup, portando così le sue presenze totali con la maglia biancoblu a 116 con 8 gol.

### Spezia e il prestito al Rijeka
Nel gennaio 2013 viene acquistato dalla squadra italiana dello Spezia, il quale lo cede a sua volta in prestito al Rijeka.
Con il Rijeka esordisce il 23 febbraio 2013 nella partita Rijeka-Cibalia 0-0, subentrando al 61º minuto a Ivan Mocinic. Il suo primo gol con la squadra di Fiume è datato 26 maggio in Zagreb-Rijeka 1-4.

## Statistiche

### Presenze e reti nei club
Statistiche aggiornate al 12 luglio 2013.
| Stagione        | Squadra         | Campionato      | Campionato | Campionato | Coppe nazionali | Coppe nazionali | Coppe nazionali | Coppe continentali | Coppe continentali | Coppe continentali | Altre coppe | Altre coppe | Altre coppe | Totale | Totale |
| Stagione        | Squadra         | Comp            | Pres       | Reti       | Comp            | Pres            | Reti            | Comp               | Pres               | Reti               | Comp        | Pres        | Reti        | Pres   | Reti   |
| --------------- | --------------- | --------------- | ---------- | ---------- | --------------- | --------------- | --------------- | ------------------ | ------------------ | ------------------ | ----------- | ----------- | ----------- | ------ | ------ |
| 2008-2009       | Osijek          | 1.HNL           | 24         | 0          | -               | -               | -               | -                  | -                  | -                  | -           | -           | -           | 24     | 0      |
| 2009-2010       | Osijek          | 1.HNL           | 27         | 6          | CC              | 2               | 0               | -                  | -                  | -                  | -           | -           | -           | 29     | 6      |
| 2010-2011       | Osijek          | 1.HNL           | 25         | 1          | CC              | 1               | 0               | -                  | -                  | -                  | -           | -           | -           | 26     | 1      |
| 2011-2012       | Osijek          | 1.NHL           | 14         | 0          | CC              | 6               | 0               | -                  | -                  | -                  | -           | -           | -           | 20     | 0      |
| 2012-gen.2013   | Osijek          | 1.NHL           | 11         | 0          | CC              | 2               | 0               | EL                 | 4                  | 1                  | -           | -           | -           | 17     | 1      |
| Totale Osijek   | Totale Osijek   | Totale Osijek   | 101        | 7          |                 | 11              | 0               |                    | 4                  | 1                  |             |             |             | 116    | 8      |
| gen.2013-2013   | Rijeka          | 1.NHL           | 12         | 1          | -               | -               | -               | -                  | -                  | -                  | -           | -           | -           | 12     | 1      |
| 2013-2014       | Rijeka          | 1.HNL           | 1          | 0          | CC              | 0               | 0               | -                  | -                  | -                  | -           | -           | -           | 1      | 0      |
| Totale Rijeka   | Totale Rijeka   | Totale Rijeka   | 13         | 1          |                 |                 |                 |                    |                    |                    |             |             |             | 13     | 1      |
| Totale carriera | Totale carriera | Totale carriera | 114        | 8          |                 | 11              | 0               |                    | 4                  | 1                  |             |             |             | 129    | 9      |

## Palmarès

### Club

#### Competizioni nazionali
- Supercoppa di Croazia: 1

Rijeka: 2014